# Manu García Alonso
Manuel García Alonso (Oviedo, Asturias, 2 de enero de 1998), conocido deportivamente como Manu García, es un futbolista español que juega de centrocampista en el Sporting Kansas City de la Major League Soccer.

## Trayectoria
Se formó en el fútbol base del Astur C. F. hasta categoría infantil, cuando pasó al Real Sporting de Gijón. Allí jugó hasta categoría cadete, momento en que fichó por el Manchester City F. C. en 2013. Tuvo la oportunidad de debutar con el primer equipo en la FA Cup y en la Copa de la Liga, antes de debutar en la Premier League el 5 de marzo de 2016.
En agosto de 2016 fue cedido al Deportivo Alavés y en enero de 2017 volvió a ser cedido, en esta ocasión al NAC Breda. Tras conseguir el ascenso a la Eredivisie, continuó en el club durante la temporada 2017-18. En 2018 encadenó una tercera cesión, al Toulouse F. C.
El 19 de julio de 2019 se confirmó su traspaso al Real Sporting de Gijón. Después dos años en el equipo asturiano, en julio de 2021 regresó al Deportivo Alavés para jugar cedido la temporada 2021-22. El equipo perdió la categoría y, tras volver a Gijón, fue vendido al Aris Salónica F. C. En Grecia estuvo hasta febrero de 2025, momento en el que se marchó al Sporting Kansas City.

## Selección nacional
Fue internacional con España en la categoría sub-19, con la que disputó el Torneo de Desarrollo en 2016 y la Ronda Élite del Campeonato Europeo de 2017. El 10 de octubre de 2019 debutó con la selección sub-21 en un partido amistoso frente a Alemania que finalizó 1-1 y en el que fue el autor del gol español.
El 8 de junio de 2021 se produjo su debut con la selección absoluta en un amistoso ante Lituania que finalizó con triunfo español por 4-0 en el que fue sustituido en el minuto 53' debido a un golpe recibido en la cara.

## Clubes
| Club                   | País           | Año       |
| ---------------------- | -------------- | --------- |
| Manchester City F. C.  | Inglaterra     | 2016      |
| Deportivo Alavés       | España         | 2016-2017 |
| NAC Breda              | Países Bajos   | 2017-2018 |
| Toulouse F. C.         | Francia        | 2018-2019 |
| Real Sporting de Gijón | España         | 2019-2021 |
| Deportivo Alavés       | España         | 2021-2022 |
| Aris Salónica F. C.    | Grecia         | 2022-2025 |
| Sporting Kansas City   | Estados Unidos | 2025-     |